# Carmen (film 1922)
Carmen è un film muto del 1922 diretto da George Wynn basato sul romanzo di Prosper Mérimée sulla storia di Carmen.

## Trama
La zingara Carmen viene accusata di omicidio e condannata alla prigionia, ma il capitano Don Josè Navarro, innamoratosi di lei, la lascia andare. Il cuore di Carmen però appartiene ad un altro uomo: il torero Escamillo e Don Josè, venutolo a sapere s'infuria con la sua ragazza facendo sì che il loro rapporto d'amore finisca immediatamente. Carmen non riesce ad avere pace nemmeno dopo la completa separazione con il capitano che, dopo aver tentato di uccidere in duello Escamillo, raggiunge e pugnala al petto la povera gitana.